# Anthemurgus passiflorae
Anthemurgus passiflorae (лат.) — вид пчёл, единственный в составе рода Anthemurgus из семейства Andrenidae.

## Распространение
Северная Америка: США.

## Описание
Мелкие пчёлы (длина от 6 до 8 мм) чёрного цвета. Переднее крыло с двумя субмаргинальными ячейками. Нижнечелюстные щупики 6-члениковые, нижнегубные щупики состоят из 4 сегментов (формула щупиков полная: 6,4). Самки этой одиночной пчелы используют собранные нектар и пыльцу для кормления своих личинок, расположенных в гнёздах, построенных в земле. Эта необычная пчела уникальна по двум причинам: во-первых, единственным известным хозяином пыльцы является один вид — пассифлора желтая (Passiflora lutea) (такая специализация называется олиголектией); во-вторых, считается, что эта пчела вносит очень небольшой вклад в опыление своего растения-хозяина из-за своего мелкого размера и привычек фуражировки. Каждая самка строит своё собственное гнездо на открытых участках хорошо утрамбованной почвы, иногда в рыхлых скоплениях по десять и более гнезд. Каждое гнездо состоит из более или менее вертикально спускающейся основной норы (глубиной 15-45 см), от которой самка строит короткие боковые части, каждая из которых оканчивается одиночной овальной камерой для расплода. Anthemurgus passiflorae несколько необычен среди одиночных пчел тем, что норки часто повторно используются самками последующих поколений. Каждая ячейка имеет восковую подкладку и снабжена пятью-шестью порциями пыльцы пассифлоры. Когда пыльцы накапливается в достаточном количестве, самка формирует из пыльцы вместе с небольшим количеством нектара сплющенную сферу. Затем она кладет яйцо на массу пыльцы и закрывает ячейку спиральной земляной пробкой. Личинка выходит из яйца через несколько дней после откладки. Белая безногая личинка, начинает питаться массой пыльцы. Anthemurgus passiflorae частично бивольтинен, то есть может иметь одно или два поколения в год. По завершении кормления зрелая личинка может сразу окукливаться и превратиться в крылатую взрослую особь, или она может перейти в фазу покоя как зимующие предкуколки, что задерживает окукливание до следующей весны (или, возможно, через несколько лет, если условия неблагоприятны).

## Классификация
Единственный вид рода Alocandrena. Оба таксона были описаны в 1902 году; включены в трибу Protandrenini из подсемейства Panurginae.